# Nadar (imię)
Nadar – staropolskie imię męskie. Imię to składa się z dwóch członów: na ("na") oraz dar ("upominek, dar, ofiara"). Mogło ono oznaczać "ten, który jest darem".